# Duras
Duras（デュラス）は、株式会社イナンナによる、20歳 - 25歳のギャル系の女性をターゲットとしたファッションブランド。

## 概要
ブランド名はフランス語のDURとASを組み合わせた造語。
DURは「永遠の」、ASは「ハートのエース」「1番」を意味する。
当初は株式会社デュラスが展開していたが、販売不振や関連会社の為替デリバティブによる多額の損失で経営が悪化。経営再建策として、DURAS ambientブランドを2016年1月に株式会社ALEFSへ譲渡した他、2017年3月31日付で株式会社イナンナを会社分割で設立し、DURASブランドをイナンナへ譲渡。以降はイナンナのブランドとして展開している。株式会社デュラスは同年5月31日に株式会社アセットナインへ商号変更し、アセットナインは2017年6月21日に東京地方裁判所から破産手続開始決定を受けた。アセットナインの関連会社である株式会社ゾディアックも、2017年7月19日に東京地方裁判所から破産手続開始決定を受けた。

## 展開するブランド

### DURAS
グラマラスなファッションで、セクシー系のキレイ目アイテムが多い。
渋谷109等に店舗があり、同じブランドカテゴリとされる109ブランドの中では比較的大人っぽいテイストのブランドに位置する。
このテイストと109ブランドの価格帯から、ギャルとされる女性以外の顧客も多いが、メイン顧客はギャルやキャバクラ嬢の女性。

## かつて展開していたブランド

### DURAS GOLF
2010年に設立されたF1層（20歳 - 34歳の女性）ゴルファーをターゲットとした日本のゴルフファッションブランド。
F1層のゴルフマーケットの盛り上がりに乗じて参入したブランドで、
派手なデザインのギャル系ゴルフウェアとベーシックなデザインのトラッドゴルフウェアの中間にコンセプトを置いて展開している。
2009年より「DURAS SPORTS」というブランド名で試験的にブランド展開をしていたが、2010年より「DURAS GOLF」に変更して本格参入する。
109ブランドと言われるブランドカテゴリでは初となる多角形態で、普段着としても着られるゴルフウェアになっており、益若つばさや小森純など、有名モデルからの人気も高い。

### DURAS ambient
2003年に設立された25歳 - 35歳のキャリアウーマンをターゲットとした日本のファッションブランド。
グラマラスなファッションをテーマで、セクシー系のキレイ目アイテムが多い。
ファッションブランド「DURAS」とは姉妹ブランドの関係にあり、DURASに比べ、ベーシックなアイテム群が多くより大人っぽくハイグレード化した雰囲気のブランド。
モノトーン系のアイテムが多く、海外のハイブランドにインスパイアされた様なブランドイメージ訴求をし、店舗内装デザインがデザイン誌に取り上げられる等クリエイティブやショップデザインにも力を入れる。
百貨店やファッションビルに店舗があり、ハイクラス志向な面もあるが、実際の顧客層はキャバクラ嬢やギャル上がりの女性等が多い。
2016年1月に、ブランドが株式会社デュラスから株式会社ALEFSへ譲渡され、以降はALEFSのブランドとして存続しているが、譲渡後はDurasの名が外れた。